# GBU-10 Paveway II
La GBU-10 Paveway II es una familia de bombas guiadas por láser de origen estadounidense basadas en la bomba de propósito general Mark 84 y el sistema de guía Paveway II. El sistema Paveway consiste en un dispositivo localizador láser y alas para la guía. Fue introducida en servicio en el año 1976 y es usada por la Fuerza Aérea de los Estados Unidos, la Armada de los Estados Unidos, el Cuerpo de Marines de los Estados Unidos, la Marina Real Australiana y varias fuerzas aéreas de la OTAN, entre ellas el Ejército del Aire de España.
La GBU-10 ha sido fabricada en más de 6 variantes con diferentes combinaciones de alas y espoletas. El peso depende de la configuración específica, oscilando entre los 934 y 956 kg.

## Desarrollo
El GBU-10 se ha construido en más de media docena de variantes con diferentes combinaciones de ala y fusible. El peso depende de la configuración específica, desde 2.055 libras (934 kg) hasta 2.103 libras (956 kg). Las bombas GBU-10 (junto con el resto de la serie Paveway) son producidas por los contratistas de defensa Lockheed Martin y Raytheon. La empresa Raytheon comenzó la producción después de comprar la línea de productos de Texas Instruments. Lockheed Martin recibió un contrato para competir con Raytheon cuando se produjo una interrupción en la producción causada por la transferencia de la fabricación fuera de Texas.
La producción de Raytheon del Paveway II se centra en Arizona, Texas y Nuevo México. La producción de Lockheed Martin se centra en Pensilvania.
Las bombas guiadas por láser a menudo se etiquetan como "bombas inteligentes", a pesar de que requieren una entrada externa en forma de designación láser del objetivo previsto. De acuerdo con la hoja informativa de Raytheon para el Paveway 2, 99 entregas de municiones guiadas producirán un error circular probable (CEP) de solo 3.6 pies (1.1 m), en comparación con un CEP de 310 pies (94 m) para 99 bombas no guiadas caídas condiciones similares.
El 14 de febrero de 1991, un GBU-10 anotó una muerte aire-aire cuando un F-15E Strike Eagle del 335º Escuadrón de caza táctico golpeó a un Mil Mi-24 Hind de la Fuerza Aérea iraquí. 30 segundos después de disparar, la tripulación del F-15E pensó que la bomba había fallado y estaba a punto de disparar un misil aire-aire AIM-9 Sidewinder cuando el helicóptero explotó repentinamente. 
Tanto Lockheed Martin como Raytheon han desarrollado versiones guiadas por GPS del GBU-10. Lockheed Martin llama a su versión el GPS / INS DMLGB (modo dual LGB), y la Marina de los Estados Unidos le otorgó a Lockheed Martin un contrato en 2005 para un mayor desarrollo del sistema de armas. La versión equipada con GPS / INS del GBU-10 producido por Raytheon es el GBU-50 / B, también conocido informalmente como el EGBU-10 (los LGB habilitados para GPS / INS se suelen denominar GBU o EGBU mejorados). Hasta ahora, los Paveway II EGBU construidos por Raytheon solo se han producido para la exportación y han sido utilizados en combate por la Royal Air Force británica sobre Afganistán e Irak.

### Desarrollos relacionados
- GBU-12 Paveway II
- GBU-16 Paveway II

### Bombas similares
- GBU-24 Paveway III
- BPG-2000 Paveway III

### Listas relacionadas
- Anexo:Aeronaves y armamento del Ejército del Aire de España